# Estadio Grand Hamad
El Estadio Grand Hamad (en árabe: استاد حمد الكبير), también llamado Al-Arabi Sports Club Stadium, es un estadio multipropósito ubicado en la ciudad de Doha, Catar. El estadio fue inaugurado en 1990 y posee una capacidad para 13.000 personas, y alberga al Al-Arabi SC, club que disputa la Qatar Stars League.
El estadio fue utilizado ampliamente en los Juegos Asiáticos de 2006, donde albergó entre otros deportes el fútbol y rugby. La Selección de fútbol de Irak jugó aquí sus partidos en calidad de local en las Clasificatorias para la Copa Mundial de Fútbol de 2014.